# グレイテスト・ヒッツ (ヴァン・ヘイレンのアルバム)
『グレイテスト・ヒッツ』（原題：Best of Volume I）は、ヴァン・ヘイレンが1996年に発表したベスト・アルバム。

## 解説
バンドにとって初のベスト・アルバム。過去のスタジオ・アルバムのうち、『ダイヴァー・ダウン』（1982年）を除く9作から選ばれた14曲（日本盤は「ホット・フォー・ティーチャー」を追加した15曲）に、映画『ツイスター』（1996年公開）のサウンドトラックに提供された「ヒューマンズ・ビーイング」と、デイヴィッド・リー・ロスが再加入してから録音された新曲2曲を含む内容。全曲バンドのオリジナル曲で占められ、カヴァー曲は収録されていない。
本作初収録曲のうち、「ヒューマンズ・ビーイング」と「ミー・ワイズ・マジック」はシングルとしてビルボード誌のメインストリーム・ロック・チャートで1位に達し、「キャント・ゲット・ディス・スタッフ・ノー・モア」は同12位に達した。
本作発表後、ロスは再びバンドを脱退した。
なお、このベスト・アルバムのリリースについてのサミー・ヘイガーは否定的な態度であったが、映画『ツイスター』への提供曲とバンドとマネージメント側に偽られてベスト・アルバム用の新曲を書かされた、と脱退後にインタヴューで答えている。その辺の対立の為、彼はバンドを抜けている。

## 収録曲
1. 暗闇の爆撃 - "Eruption" - 1:42
  - 『炎の導火線』（1978年）収録
2. 叶わぬ賭け - "Ain't Talkin' 'Bout Love" - 3:47
  - 『炎の導火線』収録
3. 悪魔のハイウェイ - "Runnin' With the Devil" - 3:32
  - 『炎の導火線』収録
4. 踊り明かそう - "Dance the Night Away" - 3:04
  - 『伝説の爆撃機』（1979年）収録
5. ロックン・ロール・ベイビー - "And the Cradle Will Rock..." - 3:31
  - 『暗黒の掟』（1980年）収録
6. アンチェインド - "Unchained" - 3:27
  - 『戒厳令』（1981年）収録
7. ジャンプ - "Jump" - 4:04
  - 『1984』（1984年）収録
8. パナマ - "Panama" - 3:31
  - 『1984』収録
9. ホット・フォー・ティーチャー - "Hot for Teacher" - 4:42
  - 『1984』収録。日本盤ボーナス・トラック
10. ホワイ・キャント・ディス・ビー・ラヴ - "Why Can't This Be Love" - 3:45
  - 『5150』（1986年）収録
11. ドリームス - "Dreams" - 4:54
  - 『5150』収録
12. ホエン・イッツ・ラヴ - "When It's Love" - 5:36
  - 『OU812』（1988年）収録
13. パウンドケーキ - "Poundcake" - 5:22
  - 『F@U#C%K』（1991年）収録
14. ライト・ナウ - "Right Now" - 5:21
  - 『F@U#C%K』収録
15. キャント・ストップ・ラヴィン・ユー - "Can't Stop Lovin' You" - 4:08
  - 『バランス』（1995年）収録
16. ヒューマンズ・ビーイング - "Humans Being" - 5:14
  - 映画『ツイスター』（1996年公開）のサウンドトラックより
17. キャント・ゲット・ディス・スタッフ・ノー・モア（ラジオ・エディット） - "Can't Get This Stuff No More" - 4:12
  - 新曲。アメリカ盤にはフル・ヴァージョンを収録。
18. ミー・ワイズ・マジック - "Me Wise Magic" - 6:09
  - 新曲

## 参加ミュージシャン
- エドワード・ヴァン・ヘイレン - ギター、キーボード
- マイケル・アンソニー - ベース
- アレックス・ヴァン・ヘイレン - ドラムス
- デイヴィッド・リー・ロス - ボーカル(on 1. - 9., 17. - 18.)
- サミー・ヘイガー - ボーカル(on 10. - 16.)